# Bandera de Gal·les
La bandera del País de Gal·les (Gal·lès: Cymru Baner o I Ddraig Goch, que significa "El Drac Vermell") consisteix en una drac passant de gules sobre un camp verd i blanc. Igual que amb moltes càrregues heràldiques, la representació exacta del drac no ha estat estandarditzada i hi ha moltes versions.
La bandera incorpora el drac vermell de Cadwaladr, rei de Gwynedd, juntament amb els colors verd i blanc de la dinastia Tudor. Fou utilitzat per Enric VII d'Anglaterra a la batalla de Bosworth el 1485, després de la qual es va dur a l'estendard a la catedral de Saint Paul. A continuació, el drac vermell es va incloure com una figura de suport en les armes reals dels Tudor per potenciar la seva ascendència gal·lesa. Va ser reconegut oficialment com a bandera nacional de Gal·les el 1959.
El drac com a important element de disseny de la bandera és compartit amb la bandera de Bhutan. Un drac també apareix a la insígnia de la creu de sant Jordi a la bandera de Malta. La bandera de la Xina també va mostrar un drac durant la dinastia Qing. I diverses ciutats també inclouen un drac en el disseny de la bandera, incloent-hi Cardiff, capital de Gal·les, hi trobem la de Ljubljana i la de Puerto Madryn (utilitzada també per la colònia gal·lesa establerta a la Patagònia argentina).

## Ús actual
El 1807 el drac vermell sobre verd fou adoptat com a insígnia reial de Gal·les, i l'11 de març de 1953 el lema Goch del ddraig ddyry cychwyn ("El drac vermell dona impuls" o "El drac vermell es va afegir el camí '), una línia del poema de Deio ab Ieuan Du. La insígnia fou la base per a la bandera de Gal·les, col·locant-se sobre un camp bicolor verd i blanc.
No obstant això, la bandera va ser objecte de burla, tant per la cua del drac que assenyalava cap avall, com pel lema escollit perquè en el poema original s'utilitza per al·ludir a un brau muntant una vaca). El 1959 el govern desestima l'ús d'aquesta bandera en favor del disseny actual, a instàncies de l'associació de bards Gorsedd. Aquesta versió és la que oneja avui en dia a tot arreu.

Bandera del període 1953–1959.
Bandera de Puerto Madryn.
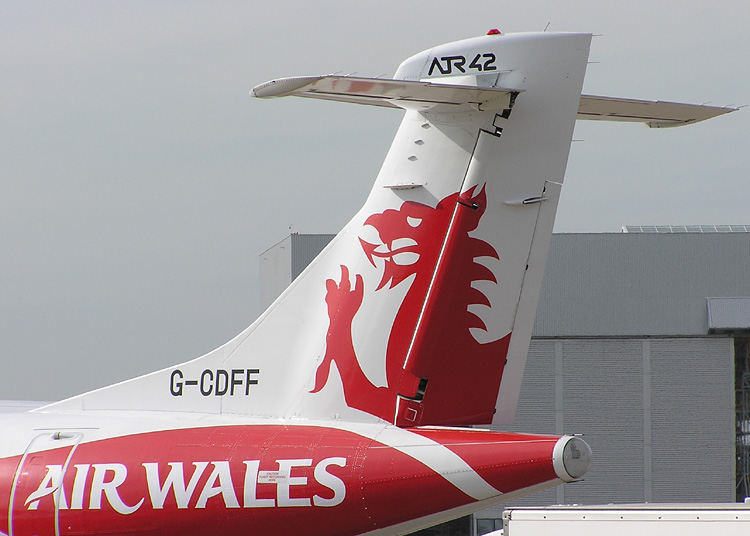
El drac vermell en un avió d'Air Wales.

## Curiositat
Altres banderes que també carreguen un drac.

Bhutan
Bro Dreger, Bretanya
Cardiff, Gal·les
Dinastia Qing (1889-1912), Xina
Evenley, Anglaterra
Navès, Solsonès
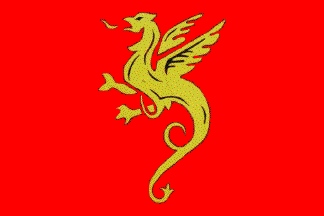
Pérouges, França
Plomelin, Bretanya
Pomerània, Polònia
Puerto Madryn, Argentina
La Riera de Gaià, Tarragonès
Santa Margarida i els Monjos, Alt Penedès
Slochteren, Països Baixos
Somerset, Anglaterra
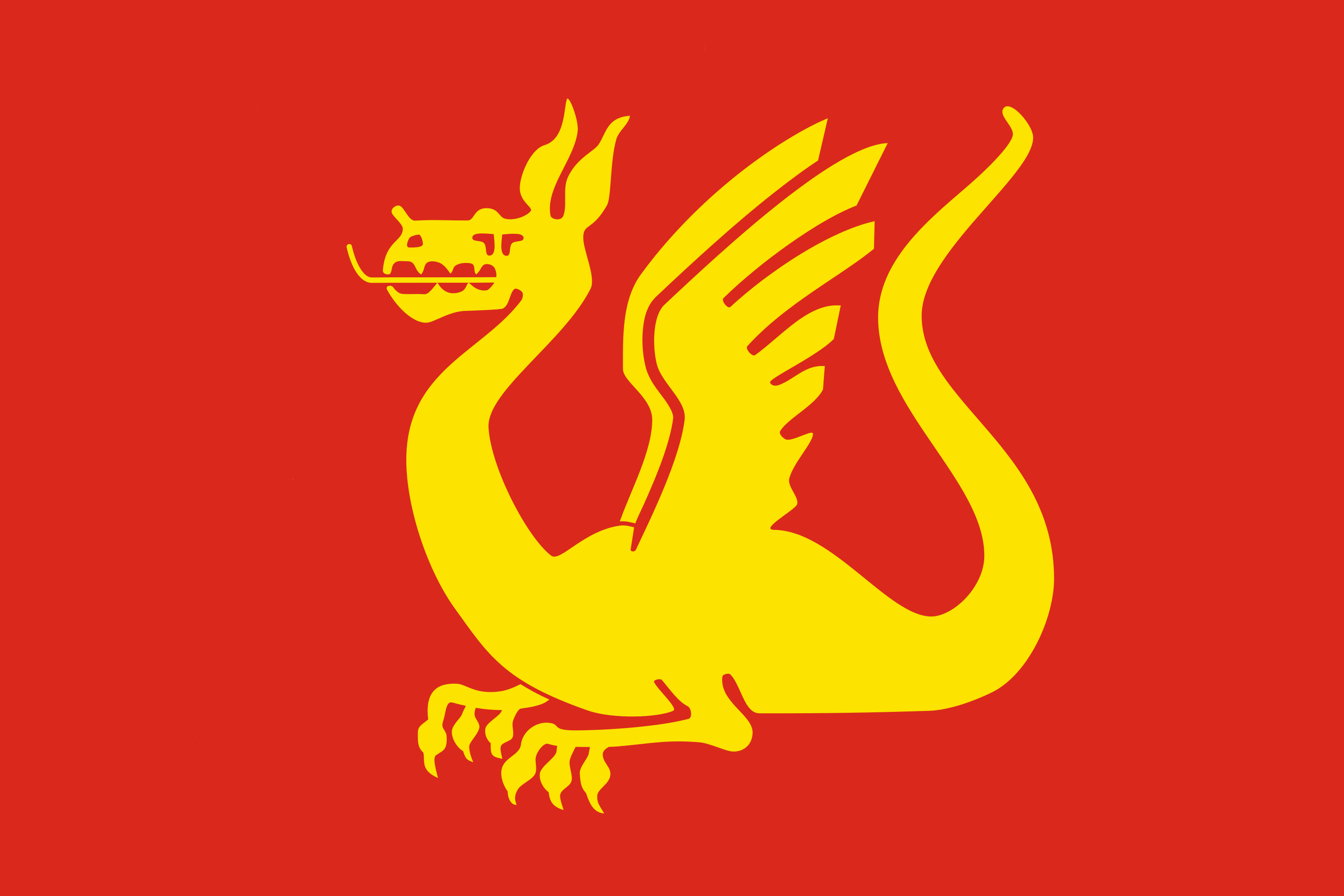
Stjørdal, Noruega
Wessex (519-927)